# オマル・ボーグル
オマル・ハニフ・ボーグル（Omar Hanif Boglr、1993年7月26日 - ）は、イングランド・サンドウェル出身のサッカー選手。ドンカスター・ローヴァーズFC所属。ポジションはFW。

## クラブ経歴
WBAのユースでサッカーキャリアをスタートさせ、バーミンガム・シティ、セルティックで育成される。
2011年にイングランドに帰国し、ルートン・タウンのトライアルを受けるも、契約に至らず、ヒンクリー・ユナイテッドと1年契約を結んだ。ヒンクリーでのプレーがソーリハル・ムーアズの監督マルクス・ビニョットの目に留まり、ソーリハル・ムーアズと3年契約を締結した。
2015-16シーズン、グリムズビー・タウンFCに移籍し、3年契約を交わした。
2017年1月31日、自身初の2部挑戦となるウィガン・アスレティックFCに2年半契約で移籍した。
ウィガンとの契約を半年で解除し、2017年8月17日、カーディフ・シティFCに移籍した。
2020年1月31日、ADOデン・ハーグにレンタル移籍した。
2020年10月9日、チャールトン・アスレティックFCへ移籍。
2021年1月29日、ドンカスター・ローヴァーズFCに1年半の契約で移籍した。